# Menologi de Basili II

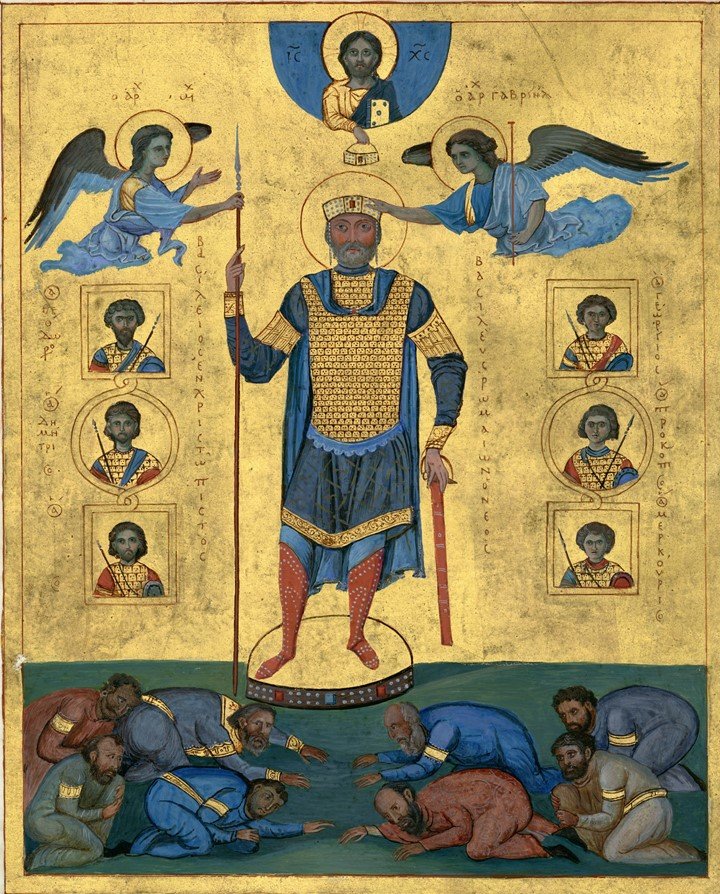
El Saltiri de Basili II: famosa imatge de Basili II, Constantinoble,

El Menologi de Basili II és un manuscrit il·luminat dissenyat com un any litúrgic o llibre de servei de l'Església ortodoxa (menologi) que es compilà sobre l'any 1000, per a l'emperador romà d'Orient Basili II Bulgaròcton. Conté un sinaxari, un breu recull de vides dels sants, compilat a Constantinoble per a ús litúrgic, i al voltant de 430 pintures en miniatura de vuit artistes diferents. Era inusual per a un menologi d'aquesta època estar tan ricament pintat. Es troba a la Biblioteca Apostòlica Vaticana (Ms. Vat. gr. 1613). El 1907 se'n va fer un facsímil complet.

## Descripció
El manuscrit no és pas tècnicament un menologi, sinó un sinaxari: un llibre litúrgic amb una llista dels sants i els seus dies festius i una breu descripció de setze línies de text i una pintura d'un sant o d'un grup de sants. Les més de 430 imatges són exemples notables d'hagiografia, de veneració dels sants, en la il·luminació romana d'Orient. El text i les imatges cobreixen sols la meitat del calendari religiós de l'any litúrgic romà d'Orient (de setembre a febrer), i és per això que se suposa que n'hi hauria un segon volum, però tal volta mai no s'arribà a produir, perquè algunes pàgines del manuscrit resten sense acabar. Les miniatures en si no tenen paper litúrgic; és possible que el seu propòsit fos actuar com a protectors de l'emperador. El manuscrit va inspirar la il·lustració d'alguns menologis posteriors.
L'obra glorifica l'emperador Basili II i el mostra com un guerrer que defensa la cristiandat ortodoxa contra els atacs de l'Imperi búlgar, els atacs del qual a l'Imperi Romà s'il·lustren gràficament. Fins i tot els arcàngels s'hi representen en forma militar.

## Història
El manuscrit fou copiat i pintat a Constantinoble per ordre de l'emperador Basili II Bulgaròcton o com a regal per a ell. L'acabaren entre el 979 i els primers anys del segle xi. En el segle xiv passà a mans d'un metge genovés que residia a Constantinoble. En el segle xv el va comprar Lluís Maria Sforza, duc de Milà. A la primeria del segle xvii el cardenal Paolo Emilio Sfondrati li'l lliurà al papa Pau V i ara es troba a la Biblioteca Vaticana.

## Artistes

Soldats búlgars massacren cristians, miniatura del Menologi de Basili II,

Els artistes que van produir les imatges del menologi van emprar la perspectiva i es van allunyar de les representacions planes comunes fins llavors. Els gestos i les cortines de les figures es representen de manera realista, amb arquitectura i fons ben representats. Les expressions dels rostres estan pintades en estil naturalista. L'obra demostra l'estil pictòric de l'època que sovint es coneix com a Renaixement macedoni en què la pintura va tornar als models antics. Inusual per a un manuscrit romà d'Orient, el nom del pintor de cada il·lustració està registrat per un escriba a la vora de cada imatge. S'hi reconeixen noms. Un pintor, de nom Pantaleó, al qual es pot fer referència en altres documents de l'època, sembla estar a càrrec del grup. Degueren treballar plegats en un taller relacionat amb la cort imperial. Els altres pintors són Jordi, Miquel el Jove, Miquel de Blaquerna, Simeó, Simeó de Blaquerna, Rages i Nèstor.
Els noms no són les signatures dels artistes, perquè estan registrats amb la mateixa lletra. És molt rar que les obres artístiques medievals registren el nom de l'artista, ja que el més important era el significat de la imatge. La raó per la qual es registren els noms dels pintors sota les seues obres en el Menologi de Basili II no s'ha esbrinat encara.

## Galeria
- Jonàs i la balena
- Segon Concili de Nicea
- Hermíone d'Efes
- Presentació de Jesús en el Temple
- Abraham Kidunaia
- Basilissa i Anastàsia de Roma
- Atanasi i Ciril d'Alexandria
- Domnina de Síria
- Epímac d'Alexandria
- Tatiana de Roma
- Sants patriarques
- Agaton
- Fausta de Cícic amb Evelasi i Maximià
- Ignasi d'Antioquia
- Pelàgia de Tars